# Slagroom

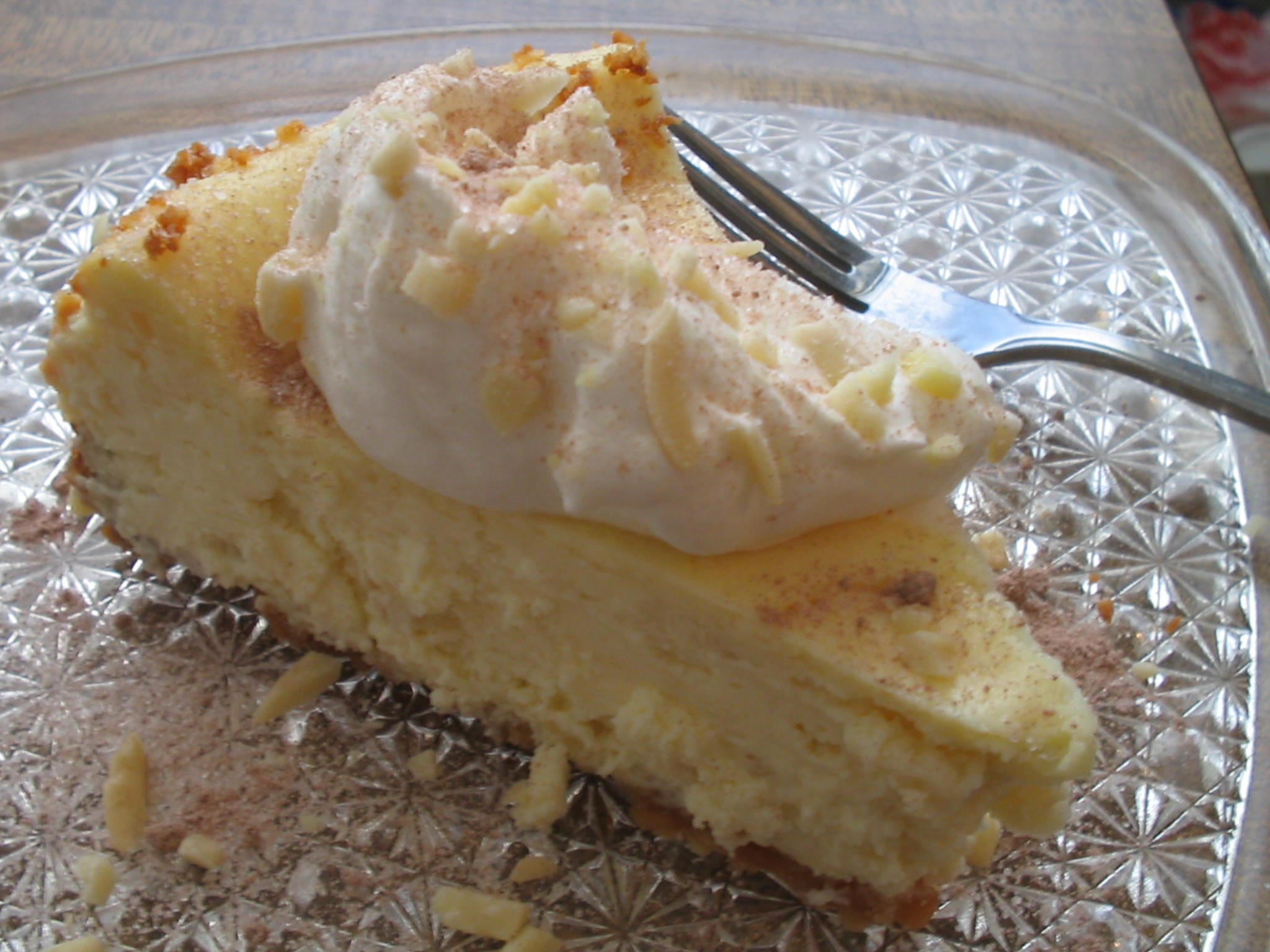
Amerikaans: amandeltaart met roomkaas en een royale toef slagroom

Slagroom kan worden bereid uit verschillende soorten dunne room die van de volle melk worden geschept. Het vetaandeel van slagroom bedraagt 30 à 40 procent. De aanduiding 'slagroom' is in Nederland wettelijk gereserveerd voor room van koemelk met minstens 30% vet.

## Geschiedenis
Ten onrechte wordt beweerd dat François Vatel ter gelegenheid van het grote feest in 1671 (tijdens welk hij zich zou suicideren) op het Kasteel van Chantilly de 'Crème Chantilly', opgeklopte (geslagen) room met vanille, introduceerde. Rabelais vermeldt in 1532 in Pantagruel al neige de crème. Slagroom met vanille, onder de naam 'Crème Chantilly', duikt pas eind achttiende eeuw voor het eerst op.

## Bereiding

### Gezoet en ongezoet
Slagroom wordt meestal gezoet voor het kloppen. Per liter room wordt er dan 60 tot 80 gram fijne kristalsuiker of witte basterdsuiker toegevoegd.
De room wordt echter beter en luchtiger als de suiker pas tegen het eind wordt toegevoegd. Verder dient de slagroom goed gekoeld te zijn om hem goed stijf te kunnen kloppen. Om een optimaal en vast resultaat te krijgen, moet er geklopt worden tot de slagroom in de diepte enigszins geel begint te kleuren. Als er daarna verder wordt doorgeklopt wordt deze boterachtig en onsmakelijk. Als er te kort wordt geklopt, zakt de room snel uit. De volle, romige consistentie wordt dan niet bereikt.
Met een garde geslagen room bevat meer luchtbellen van verschillende grootte, waardoor deze beter blijft staan. Met een elektrische mixer gaat het kloppen van slagroom makkelijker en sneller.

### Stabielere room
Om een stabielere room te verkrijgen, kan voor het kloppen een afgestreken eetlepel magere melkpoeder per kwart liter slagroom worden toegevoegd. Dit houdt de room langer stevig, al gaat dit iets ten koste van de smaak. Het is niet voor alle voedselcombinaties te voorspellen wat het resultaat is.
Ook is er slagroomversteviger te koop, een kant en klaar product waar zowel suiker als zetmeel in zit. De aanbevolen hoeveelheid is 8 gram per 250 ml slagroom en het dient te worden toegevoegd als de slagroom al lobbig geklopt is.

## Gebruik
In Nederland en Vlaanderen is geklopte slagroom een lekkernij op koffie, warme chocolademelk, ijs en gebak, maar ook op aardbeien. Traditioneel wordt ook slagroom gegeten op advocaat.
Ongeklopte slagroom wordt ook verwerkt in warme gerechten zoals roomsauzen.
Halfgeslagen slagroom wordt ongezoet gebruikt op de Irish coffee.
Er is overigens een groot verschil tussen kookroom en slagroom 

## Verkoop
Hoewel slagroom bij verkoop doorgaans nog niet "geslagen" is, wordt het wel als zodanig verkocht. De (slag)room moet dan nog luchtig worden geklopt met een garde of mixer.
Slagroom is ook te koop in een spuitbus als spuitslagroom. Daarin zit als drijfgas (of verpakkingsgas) lachgas, N2O (E942). In plaats van het kopen van een spuitbus, kan voor het spuiten van slagroom ook een spuitzak worden gebruikt.

## In de taal
- Met de slagroom op de taart wordt een toevoeging bedoeld waarmee iets tot een afgewerkt geheel wordt gemaakt.[7]